# Bučje (Trstenik)
Bucje (serbisch-kyrillisch Бучје) ist ein serbisches Dorf in der Gemeinde Trstenik im Rasina-Distrikt.
2002 zählte das Dorf 678 Einwohner. Nachbardörfer von Bučje sind Jasikovica, Levici und Veluce.